# Nadeschda Wladimirowna Radowizkaja
Nadeschda Wladimirowna Radowizkaja (russisch Надежда Владимировна Радовицкая, wiss. Transliteration Nadežda Vladimirovna Radoviсkaja; * 20. November 1977 in Leningrad) ist eine ehemalige russische Freestyle-Skifahrerin. Sie startete in den Buckelpisten-Disziplinen Moguls und Dual Moguls.

## Werdegang
Radowizkaja trat international erstmals im Januar 1996 beim Europacup in Garmisch-Partenkirchen in Erscheinung, wobei sie den 17. Platz im Dual Moguls und den 12. Platz im Moguls errang. Es folgten sechs Podestplatzierungen und zum Ende der Saison 1995/96 der zehnte Platz in der Gesamtwertung, der siebte Rang in der Dual-Moguls-Wertung sowie der sechste Platz in der Moguls-Wertung. In der Saison 1997/98 nahm sie an sechs Weltcups teil und erreichte in La Plagne mit dem 13. Platz im Moguls ihr bestes Ergebnis. In der folgenden Saison startete sie dreimal im Europacup und kam dabei auf den Plätzen sechs, drei und zwei. Letztmals international startete sie bei den Olympischen Winterspielen 1998 in Nagano. Dort belegte sie den 25. Platz im Moguls-Wettbewerb.